# Łopienno
Łopienno (prononciation : [wɔˈpjɛnnɔ]) est un village polonais de la gmina de Mieleszyn dans le powiat de Gniezno de la voïvodie de Grande-Pologne dans le centre-ouest de la Pologne.
Il se situe à environ 4 kilomètres au nord de Mieleszyn (siège de la gmina), à 20 kilomètres au nord-ouest de Gniezno (siège du powiat) et à 48 kilomètres au nord-est de Poznań (capitale régionale).
Le village possédait une population de 1 820 habitants en 2006.

## Histoire
Łopienno a été une ville à partir du début du XVIe siècle jusqu'en 1888, année où ses droits de ville ont été retirés.

Jusqu'en 1961, le village faisait partie du powiat de Wągrowiec, puis a été intégré au powiat de Gniezno, et de 1975 à 1998, le village faisait partie du territoire de la voïvodie de Poznań.

Depuis 1999, Łopienno est situé dans la voïvodie de Grande-Pologne.